# Sam Frank Blunier

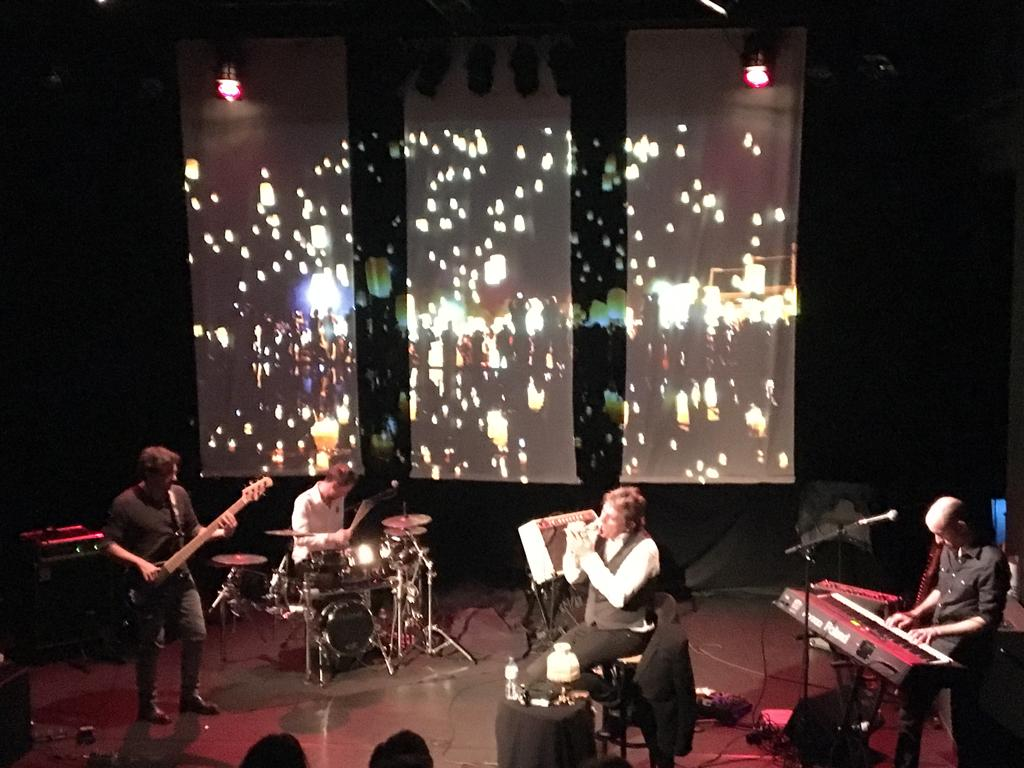
Sam Frank Blunier en concert au Centre Culturel Suisse à Paris, le 5 mars 2020, avec Philippe Martin (basse), Blaise Magnenat (batterie) et Antonin Wiser (guitare et clavier).

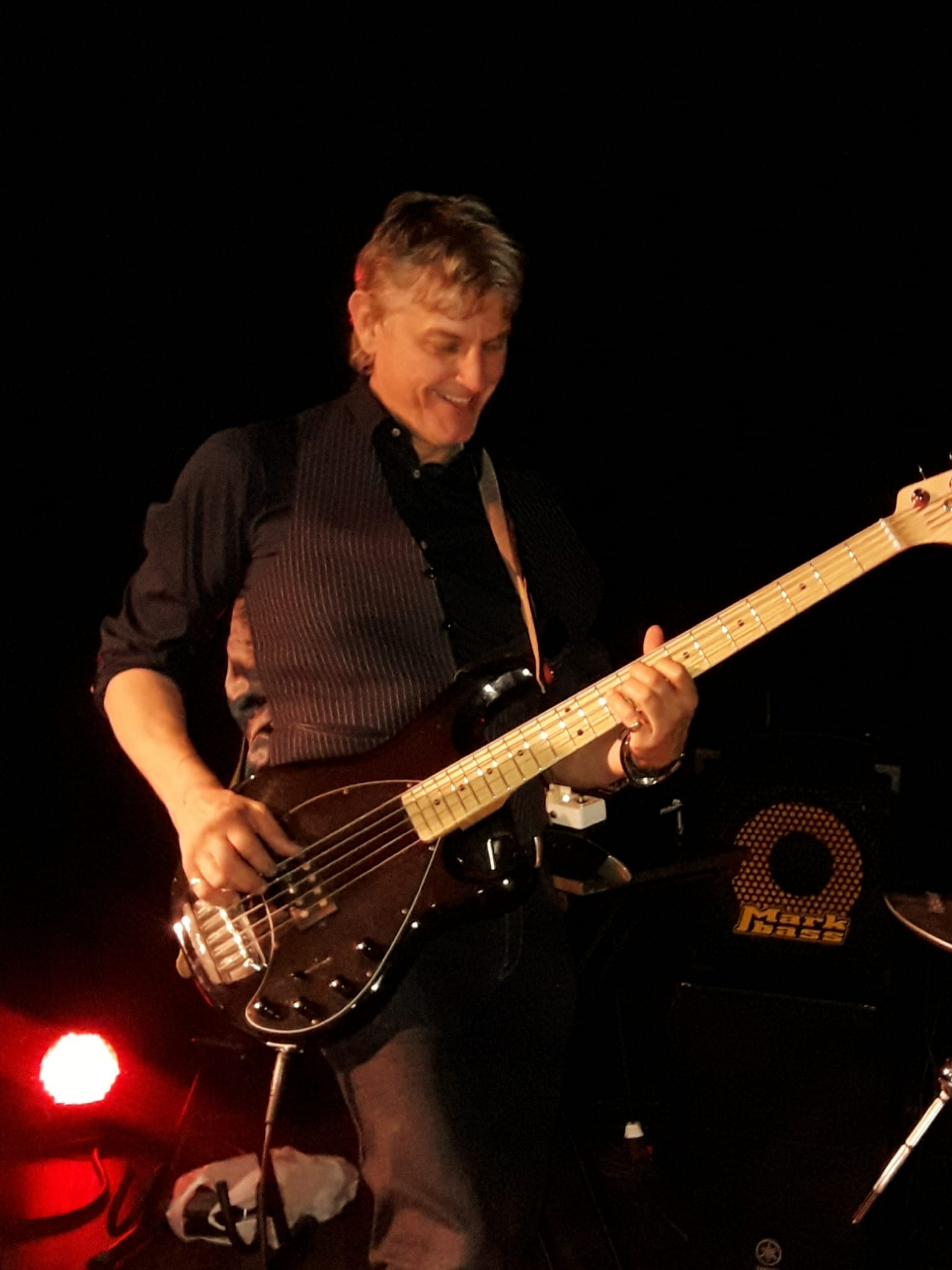
Sam Frank Blunier durant un soundcheck au Cazard (Lausanne) le 4 mai 2021

Sam Frank Blunier, né le 12 août 1962 à Pully (Suisse), est un auteur-compositeur-interprète et écrivain suisse. Il est le lauréat de la Fondation Vaudoise pour la culture en 1991, dans la catégorie "Jeunes créateurs".

## Biographie
Porté par le souffle du mouvement Lôzane bouge, Sam Frank Blunier (sous le nom de Sam Frank) réalise en 1983 son premier single, Tenue correcte exigée, qui obtient un succès d'estime et est diffusé sur les radios FM suisses et françaises. En 1985, le musicien suisse se produit au Printemps de Bourges. L'année suivante, en 1986, il signe un contrat pour 5 ans avec EMI Group, qui publie les singles Te Quiero et Chez Skan's. Il remporte en 1991 le prix "Jeunes créateurs" de la Fondation Vaudoise pour la culture. À partir de 1996 et l'album Il pleut la vie, l'artiste affiche sur ses disques son patronyme, Blunier. 
Pour réaliser ses albums, Sam Frank Blunier s'est entouré notamment de Léon Francioli, Daniel Bourquin, John Woolloff, Howie Weinberg, Laurent Poget, Stéphane Tornare (Zorg), Yves Zbaeren et Philippe Adamir. 
Dix ans après Bleu nuit (2004), Sam Frank Blunier entame le projet "The Five Album Concept", dont le premier opus, Il fait beau, paraît en 2015. Le troisième volet de cette pentalogie est sorti au printemps 2020 sous le titre Mystic Señor, suivi d'une tournée en Suisse et en France. La tournée fut interrompue par la crise du covid19 après un double concert au Centre culturel suisse à Paris, les 5 et 6 mars 2020.
En 2023, Sam Frank Blunier sort Loterie, son dernier album en date (et 4e volet du projet "The Five Album Concept"), enregistré par Phil Delire aux studios ICP à Bruxelles.

## Discographie
- 1983: Black Beauty (Tenue correcte exigée) (12'', Maxi) (Evasion)
- 1985: Cash (12'', Maxi) (Paris Album)
- 1985: Trafic de sentiments (12'', Maxi) (Paris Album)
- 1988: Chez Skan's et Te Quiero (7'', Single) (Victoria Records / EMI Group)
- 1992: Motels (She & I) (Evasion / Baillemont Productions)
- 1996: Il pleut la vie (Editions SABINA / Evasion)
- 2004: Bleu nuit (Editions SABINA / Sergent Major Company /  M10)
- 2014: Il fait beau (Evasion / Disques Office)
- 2016: Des filles (Evasion / Disques Office)
- 2019: Mystic Señor (Evasion / Editions SABINA)
- 2023: Loterie (Editions SABINA)

## Poésie
- 1990: La Vie en Clair-Obscur (La Tronche, Ed. La Vague à l'âme)
- 1993: 45 vers la mer (La Tronche, Ed. La Vague à l'âme)
- 2002: Soif (inédit)
- 2002: Kit de survie (inédit)